# Лабудово језеро
Лабудово језеро (рус. Лебединое озеро) је балет у четири чина, за који је музику компоновао Петар Иљич Чајковски између 1875—1876. Прво извођење је имао 4. марта 1877. (20. фебруара по јулијанском календару) у московском Бољшом театру. Упркос првобитном неуспеху, сада је један од најпопуларнијих балета свих времена.
Сценарио, у почетку у два чина, настао је из руских и немачких народних прича и говори о Одети, принцези коју је проклетство злог чаробњака претворило у лабуда. Кореограф оригиналне продукције био је Јулијус Рајзингер (Вацлав Рајзингер). Балет је премијерно извео Бољшој балет 4. марта 1877. у Бољшом театру у Москви. Иако је представљен у много различитих верзија, већина балетских трупа своје инсценације кореографски и музички заснива на оживљавању Маријуса Петипе и Лева Иванова из 1895. године, први пут постављеног за Царски балет 15. јануара 1895. у Маријинском театру у Санкт Петербургу. За ово оживљавање, партитуру Чајковског је ревидирао главни диригент и композитор Царског позоришта у Санкт Петербургу Рикардо Дриго.

## Историја настанка балета
Чајковски је музику за балет написао по наруџбини Бољшој театра за хонорар од 800 рубаља по либрету који су заједно написали Владимир Бегичев, тадашњи директор московских царских театара и балетан Василиј Гелтзнер по немачкој бајци Der geraubte Schleier (Украдени вео). Ту бајку први је објавио Јохан Карл Август Мусеус између 1782—1786. у књизи Volksmärchen der Deutschen. Иначе слична бајка постоји и у Русији (Бели патак), чак је по радњи ближа, па се претпоставља да су аутори направили једну мешавину, узели радњу из руске, а ликове из немачке бајке. Кореографију за премијеру направио је Вацлав Рајзингер, тадашњи балетмајстор Бољшој театра. Премијера није баш добро прошла, али се балет одржао на репертоару тог театра до 1883. са укупно 41 извођења.
Неки савременици Чајковског сећају се да је композитор био веома заинтересован за животну причу баварског краља Лудвига II, чији је живот наводно био обележен знаком Лабуда и могао је да буде прототип принца сањалице Зигфрида.
Бегичев је наручио партитуру Лабудовог језера од Чајковског у мају 1875. за 800 рубаља. Чајковски је радио само са основним нацртом захтева Јулијуса Рајсингера за сваки плес. За разлику од упутстава за партитуре Успаване лепотице и Крцка Орашчића, ниједна од оригинално писаних инструкција није преживела. Већина онога што су научници знали о информацијама као што је кореографија, потекло је из трачева и критика извођења. Међутим, белешке са проба које датирају још из 1876. године недавно су откривене у Институту за студије уметности у Москви, откривајући више информација о томе како је можда изгледала оригинална продукција из 1877. године.
Након смрти Чајковског балет је постављен у Санкт Петербургу у Маринском театру 1895. За то извођење кореографију су направили Маријус Петипа (1. и 3. чин) и Лав Иванов (2. и 4. чин) уз неке корекције на либрету које је направио композиторов брат Модест Чајковски и корекције на оригиналној партитури (краћења) коју је направио диригент тог театра Рикардо Дриго. То је извођење постало далеко популарније те се данас већина извођења Лабудовог језера рефлектира на њега.
Остала славна извођења Лабудовог језера збила су се 1880. и 1882. Бољшој театарски кореограф Јосеф Хансен је радио по узору на московско премијерно извођење. Након тог 1901. поновно Бољшој театарски кореограф Александар Горски, те лондонска премијера 1911. у извођењу Балета Русеса Сергеја Дјагиљева и кореографа Михаила Фокина.
У улогама Одете прославиле су се многе примабалерине; Пиерина Легнани, Вера Трефилова, Олга Преображенска, Ана Павлова, Тамара Туманова, Галина Уљанова, Маја Плисецка, Марго Фонтејн...

## Лица
- Краљица
- Принц Зигфрид, њен син
- Волфганг, његов учитељ
- Лакрдијаш, дворска луда
- Одета, краљица лабудова
- Ротбард, зли Геније
- Одилија, његова ћерка

## Први чин
Парк краљевог двора - Дан пунолетства принца Зигфрида, дан ступања у нови живот и прихватања нових обавеза, али у исти мах, опроштај од младалачких заноса и маштања. Дан среће и узбуђења.
Први поздрављају принца добри и верни сапутници његовог детињства и младости - лакрдијаш и наставник, затим његови вршњаци - другови из веселих игара и забава. Журе се да поздраве принца и сви остали који живе у његовом замку. Принц радосно прима поздраве.
Из далеких крајева долазе на свечаност принчеви-вазали. Они му дају мач и витешки крст и полажу заклетву на верност своме новом суверену. Сада је он господар њихове земље и њиховог живота. Али, нешто стеже његово срце. Он жури мајци и пред њом, првом дамом краљевства, клечи на коленима молећи за савет и помоћ. Свечаност се продужава, али принцу почиње да смета шум раскошног бала. Пошто је забранио наставнику и дворској будали да пођу за њим, принц одлази у лов са својим пријатељима.
- Лабудово језеро, балет Петра Иљича Чајковског, Балет СНП-а, Нови Сад, 2007/08; Фотографије су део фото збирке Српског народног позоришта.
- Лабудово језеро, балет Петра Иљича Чајковског, Балет СНП-а, Нови Сад, 2007/08.
- Лабудово језеро, балет Петра Иљича Чајковског, Балет СНП-а, Нови Сад, 2007/08; Андреја Кулешевић, Андреј Колчерију
- Лабудово језеро, балет Петра Иљича Чајковског, Балет СНП-а, Нови Сад, 2007/08; Јелена Лечић, Андреј Колчерију
- Лабудово језеро, балет Петра Иљича Чајковског, Балет СНП-а, Нови Сад, 2007/08; Руска игра, Маријана Ћурчија, соло

## Други чин
Пуста обала дивљег језера - Ту зли Геније крије девојке, које је претворио у лабудове. Само љубав младића према најлепшој од њих - Одети, може да ослободи девојке злог проклетства и убије чаробњака, који стално чува своје заточенице.
Одједном на обали језера појављује се принц. Он види Одету и остаје непомичан, поражен њеном лепотом и тајном којом је обавијена. Зли геније се труди да одведе девојке и не допусти принцу да се сретне са Одетом, али принц стиже прекрасну девојку-лабудицу. Ко је она? Одакле је?
Одговор не могу дати неме девојке - лабудице. Како им помоћи? Како открити њихову тајну? како их ослободити чаролије? Раније притајена осећања саучешћа и нежности сада обухватају принца.
Покорне злој вољи чаробњака, девојке напуштају обалу. Опраштајући се са Одетом, принц се заклиње да ће се вратити и ослободити је. Али, зли Геније неће дозволити да принц поново приђе лабудовом језеру, да се још једном сретне са Одетом и учиниће све да се у срцу младића угаси осећање љубави према краљици лабудова.

## Трећи чин
Бал у краљевском дворцу - Скупљају се гости. Невесте играју пред престолом принца. Зигфрид не даје ни једној првенство. На бал долазе непознати гости. Фанфаре објављују долазак грифа Ротбарда. То је чаробњак Ротбард са ћерком Одилијом и својом свитом. Опчињен играма које свита изводи, и очаран лепотом Одилије, Зигфрид заборавља заклетву дату Одети. Зигфрид саопштава мајци да ће ћерка Ротбарда бити његова жена. Одилија тражи од принца заклетву да није дао своју реч другој жени. Принц се куне. Настају грмљавина и земљотрес. Гости нестају. Принц пада повређен.

## Четврти чин
Обала Лабудовог језера - Почиње бура. Узнемирени лабудови очекују долазак своје краљице Одете. Она се појављује и веома тужна прича другарицама о издаји Зигфрида. Принц дојури као избезумљен, моли Одету за опроштај и хоће да умре заједно са њом. Појављује се зли Геније и сукобљава се са принцом. Али, бура на језеру се појачава и удар грома уништава злог Генија. Полако се све стишава, чини нестају, а зора обасјава двоје заљубљених који срећно корачају у нови живот.

## Адаптације

### Телевизија
- Током ере Совјетског Савеза, Совјетска државна телевизија је у четири неславна наврата спречила велика саопштења са видео снимцима Лабудовог језера. Државна телевизија је 1982. емитовала снимке након смрти Леонида Брежњева. Године 1984, емитовање снимака је спречило објављивања смрти Јурија Андропова. Године 1985, њихово емитовање је спречило објаву смрти генералног секретара Константина Черњенка.[12] Последњи и најчешће цитирани пример коришћења Лабудовог језера у овом контексту било је током покушаја совјетског пуча у августу 1991. који је довео до распада Совјетског Савеза.[13]
- Када је независни руски информативни канал Дожд (такође познат као „ТВ Киша”) био приморан да се угаси због закона о цензури изазваних руском инвазијом на Украјину 2022. године, станица је одлучила да заврши своју последњу емисију вести са Лабудовим језером у контекству његове употребе из 1991. године.[14][15]